# Врх (Крк)
Врх је насељено место у саставу града Крка, на острву Крку у Приморско-горанској жупанији, Република Хрватска.

## Историја
До територијалне реорганизације у Хрватској налазио се у саставу старе општине Крк.

## Становништво
На попису становништва 2011. године, Врх је имао 846 становника.

## Попис1991.
На попису становништва 1991. године, насељено место Врх је имало 733 становника, следећег националног састава:
| Попис 1991.‍  | Попис 1991.‍  | Попис 1991.‍ | Попис 1991.‍ | Попис 1991.‍ |
| ------------ | ------------ | ----------- | ----------- | ----------- |
|              |              |             |             |             |
| Хрвати       | Хрвати       |             | 715         | 97,54%      |
| Муслимани    | Муслимани    |             | 2           | 0,27%       |
| Југословени  | Југословени  |             | 1           | 0,13%       |
| Срби         | Срби         |             | 1           | 0,13%       |
| неопредељени | неопредељени |             | 3           | 0,40%       |
| регион. опр. | регион. опр. |             | 1           | 0,13%       |
| непознато    | непознато    |             | 10          | 1,36%       |
| укупно: 733  |              |             |             |             |